# گینه نو آلمان
گینهٔ نو آلمان (به آلمانی: Deutsch-Neuguinea) بخشی از مستعمرات امپراتوری آلمان بود. آلمان میان سال‌های ۱۸۸۴ تا ۱۹۱۴ میلادی قیمومت این منطقه را بر عهده داشت. با شکست این کشور در جنگ جهانی اول کنترل این منطقه به استرالیا سپرده‌شد. این سرزمین بخش شمال خاوری گینه نو و چند مجمع‌الجزایر را دربرمی‌گرفت. بخش اصلی گینهٔ نو آلمان و مجمع‌الجزایر بیسمارک امروزه در خاک پاپوآ گینه نو جای گرفته‌اند.